# Об'єднана перша парафіяльна церква
Об’єднана перша парафіяльна церква (англ. United First Parish Church) — американська унітарна універсалістська конгрегація в Квінсі, штат Массачусетс, заснована як парафіяльна церква Квінсі в 1639 році. Нинішня будівля була побудована в 1828 році бостонським каменярем Ебнером Джоєм за проектами Олександра Перріса. 30 грудня 1970 року він був визнаний національною історичною пам’яткою через зв’язок із родина Адамс, яка фінансувала її будівництво, і там поховано чотирьох членів.
Об’єднану першу парафіяльну церкву називають Церквою президентів, оскільки два американські президенти, Джон Адамс і Джон Квінсі Адамс, відвідували церкву разом зі своїми дружинами, Ебігейл Адамс і Луїзою Кетрін Адамс. Усі четверо поховані під церквою у родинному склепі. Стасидія номер 54, якою користувався Джон Квінсі Адамс і його сім’я, позначена табличкою та стрічкою збоку.

## Історія
Громада вперше зібралася в 1636 році як філія церкви в Бостоні, ставши незалежною церквою в 1639 році, відомою просто як «Церква Брейнтрі», тому що вся територія тоді була відома як Брейнтрі. На момент заснування це була пуританська конгрегаціоналістська церква. У середині 18 століття він став унітарним, а потім унітарним універсалістським у 20 столітті.
Церква 1828 року побудована з граніту, видобутого місцевим кар’єром, і є однією з найкращих церковних будівель епохи грецького Відродження в Новій Англії. Вона має фасад грецького храму, який підтримується чотирма монолітними гранітними колонами, які, можливо, були найбільшими в Сполучених Штатах на той час. Кожна колона має висоту 7,6 м., і важить приблизно 25 тонн. Над головним фасадом височіє двоярусна вежа. Її нижня частина довгаста і без прикрас, тоді як друга частина відступає назад і має квадратну форму. Має циферблати з обох боків і увінчаний відкритим куполом із вісьмома колонами та куполом.